# آلشیا فیلیپی
آلشیا فیلیپی (به انگلیسی: Alessia Filippi) (زادهٔ ۲۳ ژوئن ۱۹۸۷) شناگر اهل ایتالیا است.